# 1833 en santé et médecine
| Années de la santé et de la médecine : 1830 - 1831 - 1832 - 1833 - 1834 - 1835 - 1836    |
| Décennies de la santé et de la médecine : 1800 - 1810 - 1820 - 1830 - 1840 - 1850 - 1860 |

Cet article présente les faits marquants de l'année 1832 en santé et médecine.

## Publications
- William Beaumont : Experiments and Observations on the Gastric Juice and the Physiology of Digestion.
- Jean Lobstein : Traité d'anatomie pathologique. Il crée les termes artériosclérose et ostéoporose.
- Johannes Peter Müller : Handbuch der Physiologie des Menschen (Manuel de physiologie de l'homme).

## Naissances
- 16 janvier : Jules de Seynes (mort en 1912), médecin, botaniste et mycologue français[1].
- 18 janvier : Clovis Thorel (mort en 1911), médecin, botaniste et explorateur français.
- 4 avril : Gustave Liétard (mort en 1904), médecin français[2].
- 10 mai : Antoine-Hippolyte Cros (mort en 1903), médecin et homme de lettres français, et « roi » d'Araucanie et de Patagonie.
- 19 mai : Alphonse-Charles Gayet (mort en 1904), chirurgien français[3].
- 4 octobre : John Anderson (mort en 1900), médecin et naturaliste écossais.
- 12 novembre : Alexandre Borodine (mort en 1887), compositeur, chimiste et médecin russe.
- 26 novembre : Georges Dujardin-Beaumetz (mort en 1895), médecin hygiéniste français.
- 27 novembre : Émile Vallin (mort en 1924), médecin militaire français.
- 2 décembre : Friedrich von Recklinghausen (mort en 1910), médecin allemand.

Date inconnue
- Joseph Mortimer Granville (mort en 1900), médecin anglais.

## Décès
- 25 novembre : Alexis Boyer (né en 1757), anatomiste et chirurgien français.